# Del Reeves
Del Reeves (* 14. Juli 1932 als Franklin Delano Reeves in Sparta, North Carolina; † 1. Januar 2007 in Centerville, Tennessee) war ein US-amerikanischer Country-Sänger und Songwriter.

## Anfänge
Del Reeves wuchs in einer kinderreichen Familie auf. Er lernte früh Gitarre spielen und hatte bereits im Alter von zwölf Jahren regelmäßige Radioauftritte. Seine Militärzeit verbrachte er in Kalifornien, wo er reichlich Gelegenheit zu Radio- und Fernsehauftritten fand. Ab 1958 spielte er bei Capitol Records einige Singles ein, die sich allerdings nur schlecht verkauften. Seine Auftritte in der Chester Smith Show waren dagegen so erfolgreich, dass er nach Ende seiner Militärzeit eine eigene Fernsehshow namens Del Reeves' Country Carnival bekam. Er heiratete und begann gemeinsam mit seiner Frau Ellen eine erfolgreiche Karriere als Songwriter. Viele etablierte Interpreten der Country-Szene griffen auf ihr Material zurück, darunter Carl Smith und Sheb Wooley.

## Karriere
1961 wechselte Reeves zu Decca Records, wo ihm mit Be Quiet Mind auf Anhieb ein Top-10-Hit gelang. Wenig später zog er nach Nashville, in die Hochburg der Country-Musik. Nach weiteren Label-Wechseln und einigen mittleren Hits unterschrieb er 1965 bei United Artists Records. Hier begann seine eigentliche Karriere, die mehrere Jahrzehnte andauern sollte.
Bereits mit der ersten Single beim neuen Label schaffte Reeves 1965 den endgültigen kommerziellen Durchbruch: Girl on the Billboard wurde zu seinem ersten und einzigen Nummer-1-Hit; die Coverversion „Die Frau mit dem Gurt“ der Gruppe Truck Stop war 1977 in Deutschland ebenfalls erfolgreich. Seine nächste Veröffentlichung, The Belles of Southern Bell, schaffte es in die Top 10. 1966 wurde er ständiges Mitglied der Grand Ole Opry. Ein Jahr später erreichte er mit Looking at the World Through a Windshield und Good Time Charlie's jeweils Platz fünf. Seine Begleitband benannte sich daraufhin in Good Time Charlies um. Seine Serie von Top-20-Erfolgen hielt bis Ende des Jahrzehnts an. Einige Male sang er mit Bobby Goldsboro im Duett. Zusätzlich zu seinen allwöchentlichen Opry-Auftritten absolvierte er ausgedehnte Tourneen.
Neben seinen musikalischen Aktivitäten fand er Zeit, eine Karriere als Schauspieler zu starten. Insgesamt wirkte er in sechs Western mit, unter anderem 1969 in Sam Whiskey von Regisseur Arnold Laven. Die Hitparadenerfolge wurde seltener. Dank seiner Auftritte in der Grand Ole Opry war er aber weiterhin im Blickpunkt der Öffentlichkeit. Sein lässiges Auftreten auf der Bühne brachte ihm den Titel „Dean Martin der Country-Musik“ ein. Anfang der 1980er Jahre wechselte er zum unabhängigen Koala-Label. Hier hatte er 1981 mit Slow Hand seinen letzten Chart-Erfolg.
Del Reeves starb am 1. Januar 2007 nach langem Kampf in Centerville (Tennessee) an einem Lungenemphysem. Er hinterlässt seine Frau und drei Töchter.

## Diskografie

### Alben
| Jahr | Titel Musiklabel                                         | Höchstplatzierung, Gesamtwochen, AuszeichnungChartsChartplatzierungen (Jahr, Titel, Musiklabel, Platzierungen, Wochen, Auszeichnungen, Anmerkungen) | Anmerkungen          |
| Jahr | Titel Musiklabel                                         | Country | Anmerkungen          |
| ---- | -------------------------------------------------------- | --- | -------------------- |
| 1965 | Girl On The Billboard United Artists                     | Country9 (8 Wo.)Country |                      |
| 1965 | Doodle-Oo-Doo-Doo United Artists                         | Country6 (11 Wo.)Country |                      |
| 1966 | Del Reeves Sings Jim Reeves United Artists               | Country6 (23 Wo.)Country |                      |
| 1966 | Special Delivery United Artists                          | Country28 (2 Wo.)Country |                      |
| 1966 | Gettin’ Any Feed For Your Chickens United Artists        | Country18 (8 Wo.)Country |                      |
| 1967 | Struttin’ My Stuff United Artists                        | Country22 (6 Wo.)Country |                      |
| 1967 | Six Of One, Half A Dozen Of The Other United Artists     | Country42 (3 Wo.)Country |                      |
| 1968 | Running Wild United Artists                              | Country35 (2 Wo.)Country |                      |
| 1968 | Looking At The World Through A Windshield United Artists | Country23 (7 Wo.)Country |                      |
| 1969 | Down At Good Time Charlie’s United Artists               | Country42 (3 Wo.)Country |                      |
| 1970 | Big Daddy Del United Artists                             | Country41 (4 Wo.)Country |                      |
| 1971 | The Del Reeves Album United Artists                      | Country36 (8 Wo.)Country |                      |
| 1972 | Before Goodbye United Artists                            | Country45 (2 Wo.)Country |                      |
| 1974 | The Very Best Of Del Reeves                              | Country42 (6 Wo.)Country |                      |
| 1974 | Live At The Palomino Club United Artists                 | Country45 (6 Wo.)Country |                      |
| 1976 | By Request: Del And Billie Jo United Artists             | Country46 (3 Wo.)Country | mit Billie Jo Spears |

Weitere Veröffentlichungen
- 1966: Santa’s Boy (United Artists)
- 1967: The Little Church In The Dell (United Artists)
- 1967: Our Way Of Life (United Artists)
- 1971: Friends & Neighbors (United Artists)
- 1973: Trucker’s Paradise (United Artists)
- 1975: Del Reeves With Strings And Things (United Artists)
- 1976: 10th Anniversary (United Artists)
- 1980: Del Reeves (Koala)
- 1981: Let’s Go To Heaven Tonight (Koala)

### Singles
| Jahr | Titel Album                                                    | Höchstplatzierung, Gesamtwochen, AuszeichnungChartplatzierungen (Jahr, Titel, Album, Platzierungen, Wochen, Auszeichnungen, Anmerkungen) | Höchstplatzierung, Gesamtwochen, AuszeichnungChartplatzierungen (Jahr, Titel, Album, Platzierungen, Wochen, Auszeichnungen, Anmerkungen) | Anmerkungen               |
| Jahr | Titel Album                                                    | US | Country | Anmerkungen               |
| ---- | -------------------------------------------------------------- | --- | --- | ------------------------- |
| 1961 | Be Quiet Mind                                                  | — | Country9 (17 Wo.)Country |                           |
| 1962 | He Stands Real Tall                                            | — | Country11 (11 Wo.)Country |                           |
| 1963 | The Only Girl I Can’t Forget                                   | — | Country13 (14 Wo.)Country |                           |
| 1964 | Talking To The Night Lights                                    | — | Country41 (12 Wo.)Country |                           |
| 1965 | Girl On The Billboard Girl on the Billboard                    | US96 (1 Wo.)US | Country1 (20 Wo.)Country | zwei Wochen auf Platz 1   |
| 1965 | The Belles of the Southern Bell Girl on the Billboard          | — | Country4 (17 Wo.)Country |                           |
| 1965 | Women Do Funny Things To Me Doodle-Oo-Doo-Doo                  | — | Country9 (13 Wo.)Country |                           |
| 1966 | One Bum Town Special Delivery                                  | — | Country42 (7 Wo.)Country |                           |
| 1966 | Gettin’ Any Feed For Your Chickens                             | — | Country37 (5 Wo.)Country |                           |
| 1966 | This Must Be The Bottom Struttin’ My Stuff                     | — | Country27 (12 Wo.)Country |                           |
| 1967 | Blame It On My Do Wrong Six of One, Half a Dozen of the Other  | — | Country45 (9 Wo.)Country |                           |
| 1967 | The Private The Best of Del Reeves                             | — | Country33 (10 Wo.)Country |                           |
| 1967 | A Dime At A Time Our Way of Life                               | — | Country12 (18 Wo.)Country |                           |
| 1968 | I Just Wasted The Rest Our Way of Life                         | — | Country56 (6 Wo.)Country | mit Bobby Goldsboro       |
| 1968 | Wild Blood Running Wild                                        | — | Country18 (13 Wo.)Country |                           |
| 1968 | Looking At The World Through A Windshield Looking at the World | — | Country5 (14 Wo.)Country |                           |
| 1968 | Good Time Charlie’s Down at the Goodtime Charlie’s             | — | Country3 (17 Wo.)Country |                           |
| 1969 | Be Glad Down at the Goodtime Charlie’s                         | — | Country5 (14 Wo.)Country |                           |
| 1969 | There Wouldn’t Be A Lonely Heart In Town Big Daddy Del         | — | Country12 (11 Wo.)Country |                           |
| 1970 | A Lover’s Question The Best 2                                  | — | Country14 (12 Wo.)Country | mit The Goodtime Charlies |
| 1970 | Son Of A Coal Man Friends and Neighbors                        | — | Country41 (11 Wo.)Country |                           |
| 1970 | Landmark Tavern                                                | — | Country20 (12 Wo.)Country |                           |
| 1970 | Right Back to Lovin’ You Again Friends and Neighbors           | — | Country22 (10 Wo.)Country |                           |
| 1971 | Bar Room Talk Friends and Neighbors                            | — | Country30 (11 Wo.)Country |                           |
| 1971 | Workin’ Like the Devil (for the Lord) Friends and Neighbors    | — | Country33 (12 Wo.)Country |                           |
| 1971 | The Philadelphia Fillies Del Reeves                            | — | Country9 (12 Wo.)Country |                           |
| 1971 | Dozen Pairs Of Boots Del Reeves                                | — | Country31 (10 Wo.)Country |                           |
| 1972 | The Best Is Yet To Come Del Reeves                             | — | Country29 (12 Wo.)Country |                           |
| 1972 | No Rings, No Strings Before Goodbye                            | — | Country62 (6 Wo.)Country |                           |
| 1972 | Crying In The Rain                                             | — | Country54 (6 Wo.)Country | mit Penny DeHaven         |
| 1972 | Before Goodbye                                                 | — | Country47 (6 Wo.)Country |                           |
| 1973 | Trucker’s Paradise                                             | — | Country54 (5 Wo.)Country |                           |
| 1973 | Mm-Mm Good                                                     | — | Country44 (10 Wo.)Country |                           |
| 1973 | Lay A Little Lovin’ On Me The Very Best of Del Reeves          | — | Country22 (15 Wo.)Country |                           |
| 1974 | What A Way To Go                                               | — | Country70 (8 Wo.)Country |                           |
| 1974 | Prayer From A Mobile Home                                      | — | Country62 (7 Wo.)Country |                           |
| 1974 | She Likes Country Bands                                        | — | Country89 (4 Wo.)Country |                           |
| 1974 | Pour It All On Me Strings and Things                           | — | Country65 (8 Wo.)Country |                           |
| 1975 | But I Do Strings and Things                                    | — | Country65 (9 Wo.)Country |                           |
| 1975 | Puttin’ In Overtime At Home Strings and Things                 | — | Country74 (5 Wo.)Country |                           |
| 1975 | You Comb Her Hair Every Morning                                | — | Country92 (3 Wo.)Country |                           |
| 1976 | On The Rebound By Request                                      | — | Country29 (11 Wo.)Country | mit Billie Jo Spears      |
| 1976 | Teardrops Will Kiss The Morning Dew                            | — | Country42 (8 Wo.)Country | mit Billie Jo Spears      |
| 1980 | What Am I Gonna Do?                                            | — | Country90 (3 Wo.)Country |                           |
| 1986 | The Second Time Around                                         | — | Country95 (3 Wo.)Country |                           |

Weitere Veröffentlichungen
- 1970: Bad, Bad Tuesday